# Bulan (Khazaria)
Bulan Sabriel, Пăлан, Пăлан ĕмпӳ, Булан, Булáн, בולאן (Itil, ... – 760) fu il primo sovrano a scegliere il Giudaismo come religione dello stato cazaro.
Il suo nome significa "alce" nell'antico turco. La data della conversione è fortemente contestata, anche se è certo che Bulan regnò tra la seconda metà dell'ottavo e la prima metà del IX secolo. Non è stato possibile stabilire se Bulan fosse il Bek o il Khagan dei cazari.
Douglas Morton Dunlop credeva che Bulan e i suoi discendenti, inclusi Joseph e Aaron, fossero probabilmente khagani. Tuttavia, lavori più recenti, come Gli ebrei di Khazaria di Kevin Brook e un articolo di Dan Shapira, presumono che fosse il Bek a causa dei riferimenti alle sue principali campagne militari. La tradizione cazara sosteneva che prima della sua stessa conversione Bulan non fosse religioso. Nella sua ricerca per scoprire quale delle tre religioni abramitiche avrebbe scelto per le proprie credenze religiose, egli invitò alcuni rappresentanti di ciascuna di esse per spiegare i loro principi fondamentali. Alla fine scelse l'ebraismo.
Nella corrispondenza di Khazar, re Joseph ritrova il suo lignaggio fino a Bulan. Si riferiva al sovrano riformatore cazaro Obadiah come uno dei "figli dei figli di Bulan". Sebbene Dunlop ritenesse possibile che Obadiah avrebbe potuto essere un nipote di Bulan, cioè un figlio del figlio di Bulan, la frase tradotta dall'ebraico potrebbe anche alludere a una discendenza più remota. I discendenti reali di Bulan furono ritrovati dal ricercatore cazaro Bulanidi, sebbene la loro designazione reale sia ancora sconosciuta.
Il nome Sabriel fu ritrovato nella Lettera di Schechter (approssimativamente contemporanea alla lettera di Re Joseph) per il re cazaro che per primo si convertì al giudaismo. La Lettera di Schechter attribuisce anche a Sabriel almeno una parziale discendenza ebraico/israelita. Si dice che Sabriel condusse con successo campagne militari nel Caucaso e nell'Azerbaigian iraniano, probabilmente come parte delle guerre cazaro-arabe.
A sua moglie Serakh è stata attribuita una discendenza ebraica, ed ella lo incoraggiò a studiare e a convertirsi all'ebraismo. La Lettera di Schechter tace sulla questione se Sabriel fosse Bulan dato che il nome Bulan non appare in quel documento.
Gli studiosi dei cazari a volte si riferiscono al re che guidò la conversione della Khazaria al giudaismo come "Bulan Sabriel", anche se è ipotizzabile che possano essere state persone diverse. In The History of the Jewish Khazars, ad esempio, DM Dunlop ha esaminato (e alla fine respinto) la teoria di altri studiosi che Sabriel fosse attribuito al Re Obadiah.
Stanford Mommaerts-Brown, genealogista, storico e anche convertito al giudaismo, sottolinea che è comune che gli ebrei nati da gentili o convertiti abbiano due nomi. Uno è della nomenclatura delle persone tra le quali vive (o è nato) e l'altro é un nome ebraico a sua scelta. Ad esempio, il nome ebrauci dello stesso Mommaerts-Brown è Yonathan Micah Hillel. "Bulan" è chiaramente un nome turco. Dopo la conversione avrebbe preso un nome ebraico. "Sabriel" sembra essere una variante idiomatica turca di "Gabriel".
Dan Shapira ha introdotto l'ipotesi che i nomi Bulan e Sabriel significhino effettivamente la stessa cosa. Shapira ha scritto che la parola ebraica alla radice di sabriel significa "pensare, sperare, credere, scoprire, capire" mentre bulan era una parola nella lingua dei turchi Oghuz che significava "una persona che scopre".